# Villedieu-le-Château
Villedieu-le-Château é uma comuna francesa na região administrativa do Centro, no departamento Loir-et-Cher. Estende-se por uma área de 28,88 km². Em 2010 a comuna tinha 411 habitantes (densidade: 14,2 hab./km²).